# 馬克-安德烈·勒克萊爾
馬克-安德烈·勒克萊爾（Marc-André Leclerc）是一位加拿大攀岩家、冰上和混合攀岩家以及阿爾卑斯登山家。他以獨自攀登主要冰上和阿爾卑斯登山路線而聞名—通常在冬季。 2016年，他完成了巴塔哥尼亞埃格峰和加拿大羅布森山皇帝峰的首次冬季獨自攀登。 2018年，他在阿拉斯加門登霍爾塔的一場雪崩中喪生。
2021年，紀錄片《阿爾卑斯登山者》（The Alpinist）上映，講述了馬克-安德烈·勒克萊爾的生平和攀登歷程。